# Fushitsusha
A Fushitsusha (不失者) japán experimental/pszichedelikus rock zenekar. 1978-ban alakultak Tokióban, de első nagylemezüket csak 1993-ban adták ki. Az együttes alapító tagja Haino Keidzsi, aki az egyetlen folyamatos tag. Lemezeik túlnyomó többségét a kilencvenes években jelentették meg.
Ozava Jaszusi basszusgitáros 2008 februárjában elhunyt.

## Diszkográfia
- Allegorical Misunderstanding (1993)
- 悲愴 (további nevei: Hisou / Pathétique / 4) (1994)
- The Caution Appears (1995)
- A Death Never to Be Complete (1997)
- The Time is Nigh (1997)
- A Little Longer Thus (1998)
- The Wisdom Prepared (1998)
- I Saw It! That Which Before I Could Only Sense... (2000)
- Origin's Hesitation (2001)
- Hikari To Nazukeyou (2012)
- 名前をつけないでほしい名前をつけてしまうと全てでなくなってしまうから (2013)
- まだ温かいうちのこの今に全ての謎を注ぎ込んでしまおう (2013)